# Az én hibám
Az én hibám Szarka Károly 2021-ben a Noran-Libro Kiadónál megjelent könyve, első regénye.
A szerzőről tudható, hogy Mosonmagyaróváron született és Budapesten él, mint a könyv hőse, és hogy a regény tervéért Móricz Zsigmond-ösztöndíjat kapott.

## Ismertetése
A könyvben egy mosonmagyaróvári, de Budapesten albérletben élő harmincas éveiben járó férfi, Fecske – csak becenevét ismerjük – vall magáról, unalmas hétköznapjairól. Egyetemet végzett, és nem hogy saját lakásra, de tisztességes albérletre sincs kilátása. Több munkahelye volt már, most épp telemarketinges az utált Call Centerben, amit szívesen otthagyna, mégis az előléptetéséről álmodik. Hirdetéseket böngész, bulizni jár, elköteleződés nélküli laza kapcsolatokat kedvel: ivászat, haverok és csajok, szakítás és ismerkedés. Idővel mégis felmond a cégnél, mert szorong és idegen neki ez a fajta munka, később egy szállítmányozási céghez elmegy állásinterjúra.
A könyv 33 rövid fejezetből áll, többségük álommal indul. Az elsőben a főszereplő-elbeszélő egy talponálló asztalára dőlve arra ébred, hogy a nagymama leharapta a krokodil orrát. A második fejezet elején azt álmodja, hogy be akarnak jönni a lakásába, majd azt álmodja, hogy felébred. A harmadikban és negyedikben azt, hogy korábbi munkahelyein dolgozik. Az ötödik fejezet elején Barcelonában, a következőben Berlinben jár. Azután mintha a fejezetek éléről elmaradnának az álmok, de mégsem: „Álmomban a Loire völgyében laktam… (107.), Álmomban Krakkó utcáin jártunk… (117.), Azt álmodtam, hogy Bécsben… (163.), Azt álmodtam, hogy Londonban…” (193.) Az álmodott városok fejezetenként változnak és semmi közük az ébren töltött hétköznapokhoz. Végül az elbeszélő-főszereplő eljut egy balatoni kirándulásra.
A könyvben a mellékalakok épp csak feltűnnek, és ugyanúgy folyton váltakoznak, mint az álmok városai. Csak a sörözés, a pénztelenség és a teljes céltalanság állandó.

## Fogadtatása
Az Élet és Irodalom cikkírója kifejező címet választott recenziójához: „A bús telemarketinges panaszai”, és cikkében a főhős útját „egy végtelenített önsajnálatfolyam”-nak nevezi. A könyv egészéről ezt írja: „A regény tétje az, Fecske eljut-e a felismerésig, hogy felelősséggel tartozik önmagáért, vagy marad, aki a kezdetektől volt, a szöveg pedig túlíródik és unalomba fúl. Amit olvasunk ugyanis, hosszan, gyakran keservesen vagy átkozódva, rengeteg nyelvi, gondolati és szituatív ismétléssel, az épp a címül választott mondat tételes cáfolata: hogy Fecske a körülmények áldozata.” 
Egy másik recenzió szerint „ezzel a regénnyel kapcsolatban erős túlzás lenne olyan fogalmakkal dobálózni, mint a mondanivaló. Mondanivaló helyett egy elbeszélője van, Fecske, aki az egyetem elvégzése után nem igazán tud mit kezdeni magával… Az én hibám érdekes paradoxonra épül: habár történetalapú, ám a cselekménye teljesen banális, mindeközben pedig a szöveg egyszerre szórakoztató, vicces és nyugtalanító.”